# Nadudoturku
Nadudoturku, Naduto-Turku nebo Munto (rusky Надудотурку, Надуто-Турку nebo Mунто) je jezero v Tajmyrském autonomním okruhu v Krasnojarském kraji v Rusku. Leží na jihozápadním okraji poloostrova Tajmyr. Má rozlohu 127 km².

## Vodní režim
Jezero vykazuje dešťovo-sněhový (pluvio-nivální) odtokový režim. Zamrzá v říjnu a rozmrzá v červnu.

## Fauna
Je bohaté na ryby.